# Anna Bukowska (polityk)
Anna Teresa Bukowska (ur. 10 sierpnia 1937 w Warszawie, zm. 27 stycznia 2012 tamże) – polska prawniczka i polityk, posłanka na Sejm X kadencji (1989–1991).

## Życiorys
Córka Józefa i Stefanii. W 1978 ukończyła studia prawnicze na Uniwersytecie Warszawskim. Pracowała w handlu, była prezesem Zarządu Wojewódzkiej Spółdzielni Spożywców „Społem” Praga-Północ w Warszawie.
W 1972 wstąpiła do Polskiej Zjednoczonej Partii Robotniczej. Z jej ramienia w 1989 uzyskała mandat posłanki na Sejm X kadencji w okręgu Warszawa-Praga Północ. Była członkinią Komisji Handlu i Usług i Komisji Nadzwyczajnej do rozpatrzenia projektu ustawy o podwyższeniu w 1989 r. wynagrodzeń za pracę w związku ze zmianami cen detalicznych towarów i usług konsumpcyjnych. Na koniec kadencji zasiadała w Parlamentarnym Klubie Lewicy Demokratycznej.

## Odznaczenia
- Krzyż Kawalerski Orderu Odrodzenia Polski (1985)
- Srebrny Krzyż Zasługi (1978)[4]